# René Le Bègue
Pour les articles homonymes, voir Le Bègue.
René Le Bègue, né le 15 janvier 1914 à Paris et décédé le 24 février 1946 à Versailles, était un pilote de rallye français, de Grand-Prix automobiles, et de courses d'endurance.
Durant la guerre, il rejoint les Forces françaises libres.
En 1946, il fut élu vice-président de l'Association française des pilotes automobiles (AGACI). 
La même année, âgé de 32 ans à peine, juste avant le début de la saison nationale de compétitions automobiles, il mourut accidentellement, asphyxié par le monoxyde de carbone s'échappant d'un chauffe-eau défectueux dans sa salle de bains.
Le 9 juin 1946, le  Grand Prix de Saint-Cloud, remporté par Raymond Sommer, fut renommé 1re Coupe René Le Bègue en sa mémoire.

## Palmarès
- Rallye de Paris : 1935 (Renault Vivasport)[2] ;
- Rallye automobile Monte-Carlo 1937 avec Julio Quinlin (Delahaye 135 MS) (après disqualification de Petre Cristea (en), bien que ce dernier ait terminé en tête de l'épreuve monégasque, étant déclaré hors course pour un problème d'homologation des ailerons arrière de son véhicule car ne recouvrant pas entièrement les pneumatiques) ;
- Coupe de Vitesse de l'Autodrome de Montlhéry 1937 (Talbot-Lago T150) ;
- Sur Talbot les épreuves de vitesse 1937 organisées durant le Critérium Paris-Nice (à Montluçon et à la côte de La Turbie), et lors du Rallye Monte-Carlo 1937[3] ;
- Rallye Lyon-Chamonix : février 1938, associé à Mahé sur Talbot[4] ;
- 12 Heures de Paris 1938 associé à André Morel, en endurance ;
- Grand Prix du Comminges 1939 (Talbot-Darracq MD90) ;
- 2e : 24 Heures de Spa 1936 (Delahaye 135 MS) ;
- 2e : Critérium Paris-Nice 1938 (meilleur temps des épreuves de vitesse, Talbot) ;
- 3e : Grand Prix de l'ACF 1939 (Talbot-Darracq MD90) ;
- 3e : Coupe de Paris 1939 (Talbot-Darracq MD90) ;
- Participation aux 24 Heures du Mans 1938 associé à René Carrière, pour l'écurie Luigi Chinetti (Talbot-Lago T150C 4,0 l L6) ;
- Participation aux 24 Heures du Mans 1939 associé à Pierre Levegh, pour l'écurie Luigi Chinetti (Talbot-Lago SS) ;
- Abandon (classé 10e) des 500 miles d'Indianapolis 1940 associé à René Dreyfus (92 tours contre 100 pour Le Bègue), pour l'écurie franco-américaine Lucy O'Reilly Schell (Maserati).

René Le Bègue au Rallye Monte Carlo 1937
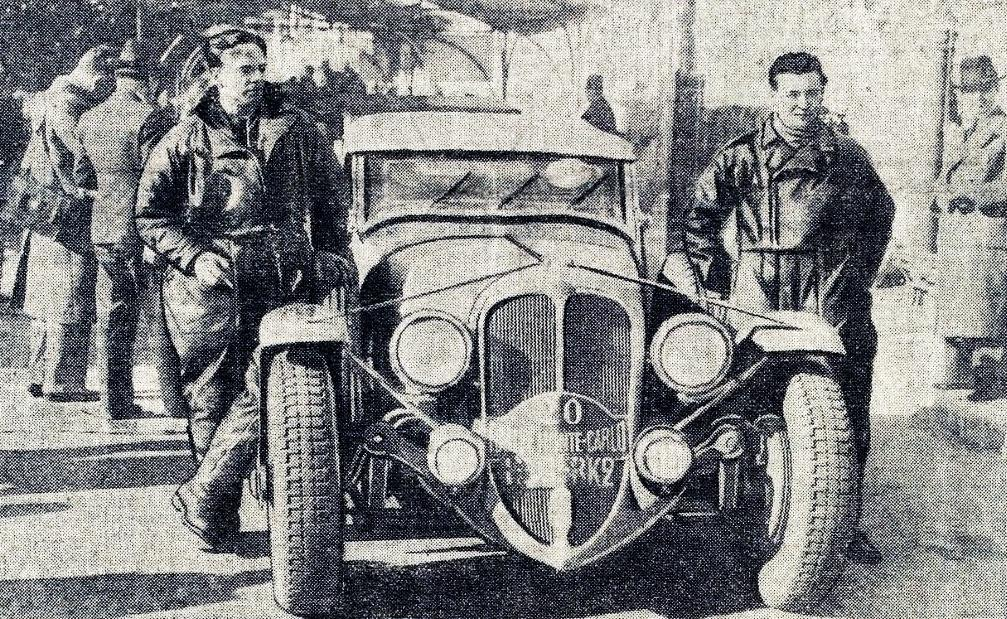
René Le Bègue et Julio Quinlin…
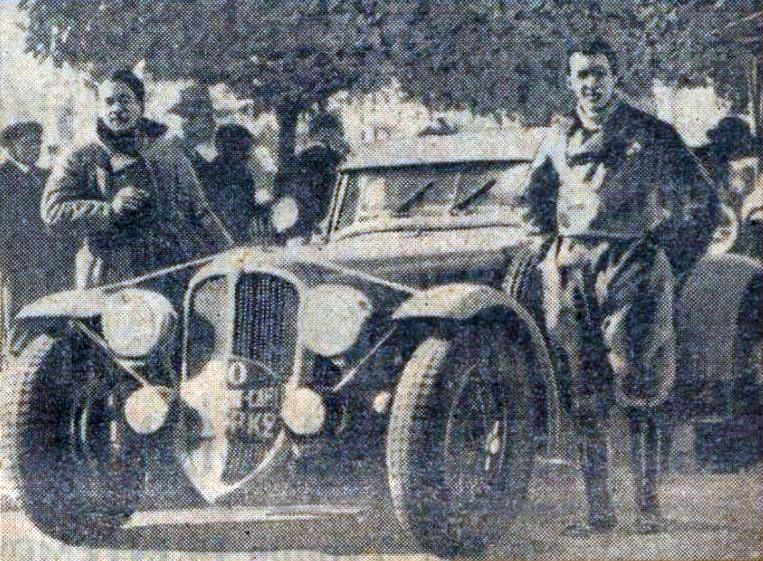
… vainqueurs du rallye Monte Carlo 1937.
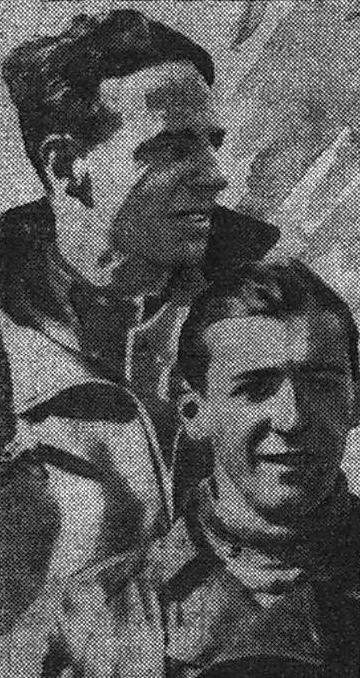
Le Bègue (haut) et Quinlin (bas).
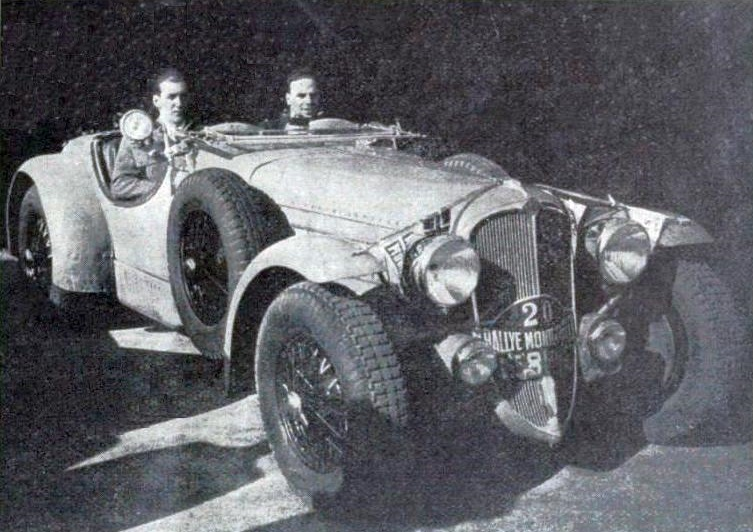
Le Bègue et Quinlin, Monte-Carlo 1937 (Delahaye 135 MS).